# 川上莉央
川上 莉央（かわかみ りお、11月20日 - ）は、日本の声優。
広島県出身、東京都育ち。

## 来歴
- 早稲田大学文学部心理学コース修了[1]。
- A&Gアカデミー13期生。青二プロダクションに所属。
- 『学生HEROES!Presents フレッシュキャンパスコンテスト2012』に出演。ファイナリストに選ばれる。
- 2012年10月7日、『アクターズゲート「あゆみと莉央のはなまる学院」』にてラジオデビュー。
- 2016年12月31日、青二プロダクションを退所した[2]。
- 2017年4月からはOLとして働く。『ウチの姫さまがいちばんカワイイの魔学姫アスタロット』については続投するらしく完全廃業ではない。表現することもしゃべることもMCも、変わらず好きなので、余裕が出来れば、週末を利用して、声優やMCとして仕事をしたいという[3]。
- 2020年1月にヴイ・フォークに所属。しばらくは兼業OLとして活動していくと発表[4]。その後、業務提携契約に移行していた。
- 2021年8月末をもち、ヴイ・フォークの契約を満了。体調不良による療養のため、SNSでの退所報告は12月下旬と遅くなったものの、医師の許可が下りたことにより、フリーとして活動を継続することを発表した[5]。

## 人物
- シャーマンキングの恐山アンナに憧れ[6]、また、マクロスシリーズが好きであったため、歌姫として出演する事を目指して声優になったと語っている[7]。
- 元々はアニソン歌手を目指していた[7]。
- 靴のサイズは23.5cm[1]。
- 中学校・高等学校教諭一種免許状（英語）、実用数学技能検定準2級取得[1]。
- 趣味は食べること[1]で、ラーメン好きである[7]。特技は歌唱[1]、集中力[6]、歴代のスーパー戦隊シリーズのオープニングテーマをすべて歌える事をあげている[6]。
- 自身の性格は負の走光性だと語っている[6]。
- 一番好きなものに水平線、一番嫌いなものに交通費をあげている[6]。また、仏像好きでもある[8]。

## 出演

### テレビアニメ
- 俺物語!!（2015年、岡）
- 電波教師（2015年、女子生徒A）
- 恋と呼ぶには気持ち悪い（2021年、女性B）

### 劇場アニメ
- ずっと前から好きでした。〜告白実行委員会〜（2016年）
- ONE PIECE FILM GOLD（2016年）
- この世界の片隅に（2016年）

### ゲーム
時期不明
- ウチの姫さまがいちばんカワイイ（魔学姫 アスタロット）
- ドラゴンコレクション（エインセル）
- けものフレンズ（チベットスナギツネ）
- MÚSECA（しおり）

2013年
- モンスター烈伝 オレカバトル（シルフ / シルフィード、スライム・デビル）

2015年
- オトカドール（魔法使いの弟子 アシディア）

2016年
- ペルソナ5

### ドラマCD
- さくらマイマイ（2016年、山下里子[9]）

### ラジオ
※はインターネット配信。
- アクターズゲート あゆみと莉央のはなまる学院（2012年 - 2013年、超!A&G+※、AG-ON※）
- みんなの作文
- 本気!アニラブ（2013年、超!A&G+※）
- アニアモ!（2013年 - 2016年、超!A&G+※[10]）
- 川上莉央のカーニバル!（2016年 - 2017年、超!A&G+※）[11]
- COMICキューンチューンRADIO（2016年 - 2017年、ニコニコ動画※）[12][13]
- A&Gサタデーライブ！特別編（2020年 - 、超!A&G+※）[14]

### テレビ
- 学生HEROES!Presents フレッシュキャンパスコンテスト2012
- PON! いい声クイズ　脳に喝！コーナー

### ライブ・イベント
- 東京ゲームショウ2013 つくる女 × AMD 新人声優アテレコステージ
- アニアモ!×うるめいつ〜トーク&ライブ
- 本気!アニラブ〜トーク&ライブ

### その他コンテンツ
- AT-X フレッシュ夏フェス隊！（2015年度）

## ディスコグラフィ

### 音楽CD
| 発売日   | タイトル       | 名義                            | 楽曲                         | タイアップ                                    |
| 2013年   | 2013年         | 2013年                          | 2013年                       | 2013年                                        |
| -------- | -------------- | ------------------------------- | ---------------------------- | --------------------------------------------- |
| 8月16日  | HOP STEP DREAM | パステルビーンズ                | 「HOP STEP DREAM」           | 『本気!アニラブ』第2期オープニングテーマ      |
| 2013年   |                |                                 |                              |                                               |
| 12月29日 | STAY TUNE！    | Prima l'amore（プリマラモーレ） | 「STAY TUNE！」 「もう一度」 | 『アニアモ!』オープニング＆エンディングテーマ |